# Hyacinthus litwinovii
Hyacinthus litwinovii är en sparrisväxtart som beskrevs av Ekaterina Georgiewna Czerniakowska. Hyacinthus litwinovii ingår i släktet hyacinter, och familjen sparrisväxter. Inga underarter finns listade i Catalogue of Life.